# Percy Ernst Schramm

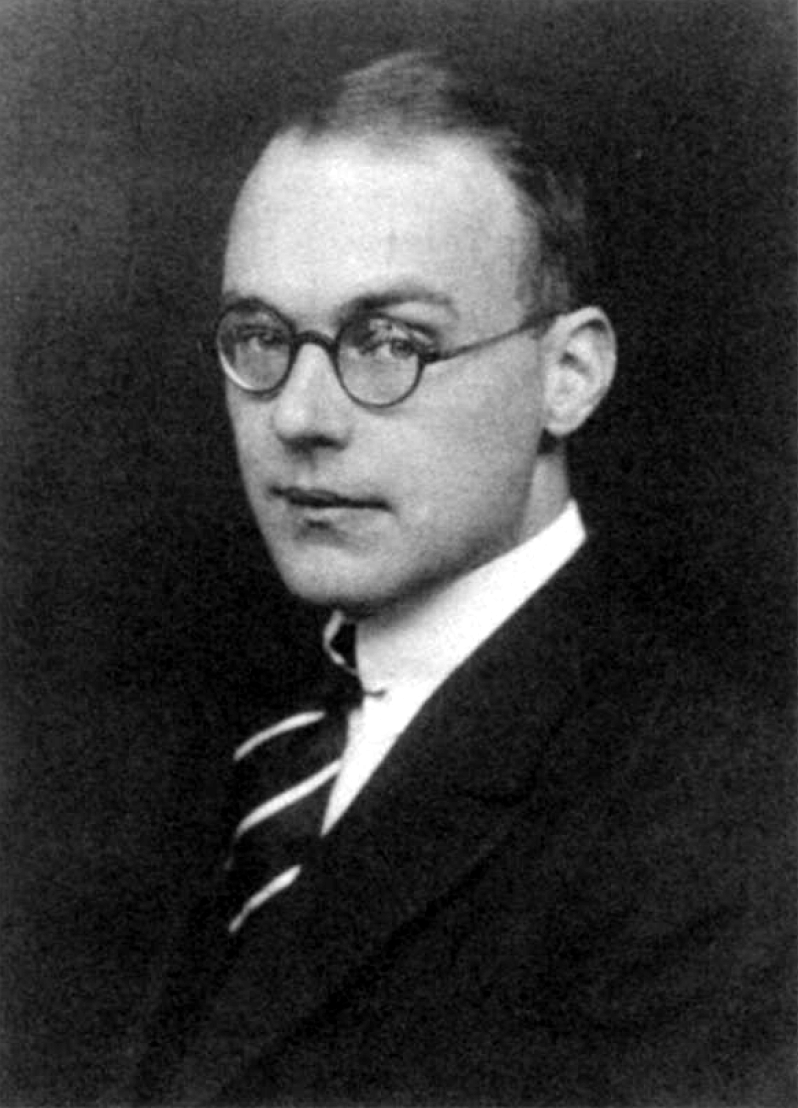
Percy Ernst Schramm um 1925

Percy Ernst Schramm (* 14. Oktober 1894 in Hamburg; † 12. November 1970 in Göttingen) war ein deutscher Historiker, der vor allem die Geschichte des frühen und hohen Mittelalters sowie hanseatische Kultur- und Familiengeschichte der Neuzeit erforschte.
Mit Unterbrechung durch Kriegsdienst im Zweiten Weltkrieg und einem Lehrverbot bis 1948 lehrte Schramm von 1929 bis 1970 als ordentlicher Professor der mittleren und neueren Geschichte und der Historischen Hilfswissenschaften an der Universität Göttingen. Schramms Arbeiten sind wesentlich geprägt durch den Kontakt zu Aby Warburg, den Vordenker der modernen Kulturwissenschaft, und den Kunst- und Kulturhistoriker Fritz Saxl. An Schramms unkritischer Haltung zum Nationalsozialismus zerbrach die Freundschaft zu Saxl und sie verhinderte auch den weiteren Austausch mit der von jüdischen Wissenschaftlern geführten und nach London verlegten Kulturwissenschaftlichen Bibliothek Warburg. Seit 1943 führte Schramm das Kriegstagebuch im Oberkommando der Wehrmacht.
Schramm zählt zu den international renommiertesten deutschen Mittelalterhistorikern im 20. Jahrhundert. Verdienst um die Mediävistik erwarb er sich insbesondere, indem er verstärkt kulturwissenschaftliche Fragestellungen und interdisziplinäre Arbeitsweisen einführte, nach internationaler Kooperation strebte sowie die Herrscherbilder als historische Quellen auswertete. Schramms Arbeiten haben daher Pioniercharakter für die Mittelalterforschung. Sein Hauptinteresse galt der Erforschung der mittelalterlichen Herrschaftszeichen. Er leistete wegweisende Forschungen zu Symbolen und Ritualen von Herrschaft, zum ottonischen Kaisertum und zur politischen Ikonografie.
Anfang der 1960er Jahre gab er das Kriegstagebuch des Oberkommandos der Wehrmacht heraus. Durch diese Edition und seine Vortragstätigkeit erwarb er sich in der Nachkriegszeit den Ruf eines führenden Experten für die Geschichte des Zweiten Weltkrieges. Schramms Arbeiten über die Geschichte seiner Familie übten in der zweiten Hälfte des 20. Jahrhunderts wesentlichen Einfluss auf die hamburgische Geschichtsforschung aus.

## Leben

### Herkunft und Jugend

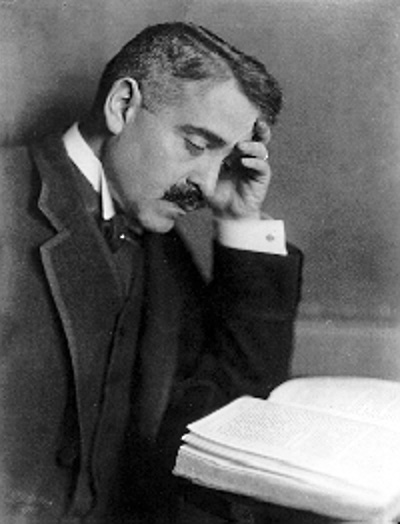
Aby Warburg um 1900

Percy Ernst Schramm gehörte einer seit 1675 in Hamburg beheimateten vermögenden Kaufmannsfamilie an, deren Geschichte er später selbst schrieb. Sein Vater Max Schramm wurde 1861 in Brasilien geboren. Er schlug keine kaufmännische Laufbahn ein, sondern wurde ein erfolgreicher Rechtsanwalt. Max Schramm war ab 1892 Teilhaber der bedeutenden Rechtsanwaltsfirma „Wolffson, Dehn und Schramm“. Er gehörte ab 1904 als Mitglied in der Bürgerschaft zur „Fraktion der Rechten“, ab 1912 war er gewähltes Mitglied im Senat und war von 1925 bis 1928 Zweiter Bürgermeister Hamburgs. Seine Mutter Olga, geborene O’Swald, entstammte ebenfalls einer althamburgischen Kaufmannsfamilie. Der englische Vorname geht zurück auf Olgas Vater Albrecht Percy O’Swald. Ihr Großonkel William Henry O’Swald machte die Firma „Wm. O’Swald & Co.“ zum führenden Handelshaus in Ostafrika. Dank einem 1859 geschlossenen Handelsvertrag mit dem Sultan von Sansibar konnten die Geschäfte bis weit in das Innere Afrikas ausgedehnt werden.
Als einziger Sohn hatte Schramm zwei jüngere Schwestern. Er wuchs im großbürgerlichen Hamburger Stadtteil Harvestehude auf. Von 1901 bis 1904 besuchte er die private Schule von Adolph Thomsen und anschließend den realgymnasialen Zweig des Johanneums. Die Eltern wollten, dass er als Kaufmann oder Anwalt einen bislang in der Familie üblichen Beruf ergriff. Schramm integrierte sich als Jugendlicher in das gesellschaftliche Leben des gehobenen Hamburger Bürgertums. Die Begeisterung für die Tradition des Großbürgertums veranlasste ihn als Gymnasiasten, sich anhand von Ahnentafeln mit der Vergangenheit zu beschäftigen. Die Nachforschungen über die Herkunft der Vorfahren waren nach Schramms Aussage entscheidend für sein Interesse an Geschichte. Noch im Elternhaus lernte er den Kulturwissenschaftler Aby Warburg kennen und wurde sein Schüler. Warburg und Schramms kulturell interessierter Vater hatten sich über dieselben gesellschaftlichen Kreise in Hamburg kennengelernt. Mit Schramm stand Warburg seit 1911 in engem Kontakt. Über Art und Umfang der Ausbildung lassen die Quellen nur wenige Schlüsse zu. Warburg förderte Schramm bei seinen genealogischen Studien und ließ ihm den notwendigen Freiraum zur geistigen Entwicklung. Er gewährte Schramm freien Zugang zu der von ihm aufgebauten Privatbibliothek.
Neben der Verbindung zu Warburg begann Schramm in den Jahren vor dem Beginn des Ersten Weltkrieges, auch das Mittelalter für sich zu entdecken. Förderlich dafür waren zahlreiche Reisen und Besuche von Burgen, Kirchen und Städten. Bereits als Sechzehnjähriger hatte er die zuerst 1909 erschienene, sehr beliebte „Kaisergeschichte im Zeitalter der Salier und Staufer“ von Karl Hampe „verschlungen“. Mit siebzehn Jahren war Schramm entschlossen, Historiker zu werden. Bereits seit 1910 nahm er freiwillig Privatunterricht in Griechisch. Aus seinen Kindheitsjahren nahm Schramm den Stolz auf seine Herkunft, das Traditionsbewusstsein und ein hohes Maß an Selbstvertrauen mit.

### Kriegsdienst und Fronteinsatz
Im August 1913 legte Schramm am Realgymnasium das Abitur ab. Im April 1914 begann er an der Universität Freiburg i. Br. das Geschichtsstudium. Im selben Jahr veröffentlichte er die Ergebnisse seiner genealogischen Studien im fünften Band des „Hamburger Geschlechterbuches“. Nach einem Semester musste er wegen des Kriegsausbruchs das Studium unterbrechen. Am 3. August 1914 meldete er sich mit 19 Jahren als Kriegsfreiwilliger zum Militärdienst. Er hielt sich überwiegend an der Ostfront auf. Durch eine Verwundung des linken Unterarmes am 15. Mai 1915 war er für ein Vierteljahr felddienstunfähig. Eine lange, fast einjährige Ruhephase ab Spätsommer 1916 nutzte Schramm für seine Weiterbildung – er erlernte die italienische Sprache – und für seine genealogischen Studien. Während des Krieges hielt er engen Briefkontakt zu seinem Lehrer Warburg. Im Juni 1916 wurde Schramm zum Leutnant befördert und im September 1917 nahm seine Abteilung an der Eroberung Rigas teil. Für den erfolgreichen Vormarsch Anfang 1918 wurde ihm das Eiserne Kreuz I. Klasse verliehen. Nach dem Frieden von Brest-Litowsk am 3. März 1918 wurde Schramms Einheit an die Westfront nach Frankreich verlegt.
Dem Ersten Weltkrieg wies Schramm in seinen unveröffentlichten biografischen Aufzeichnungen zum Jahrgang 1894 wesentliche Bedeutung für seine Persönlichkeitsentwicklung zu. Er gefiel sich in seinem militärischen Rang als Rittmeister, dessen Stellung in der Kavallerie soziales Ansehen anzeigte, und kokettierte mit diesem Dienstgrad noch bis in die Zeit des Zweiten Weltkrieges. Das Kriegserlebnis an der Ostfront hinterließ bei ihm ein antipolnisches Ressentiment und eine aus dem unmittelbaren Erleben der Oktoberrevolution im Baltikum gespeiste „Furcht vor einem kommunistischen Umsturz“. Die Kriegserfahrungen stifteten einen Generationszusammenhang: Die Männer der Zwischenkriegszeit wurden von den Zeitgenossen nach Generationen gegliedert. Schramm gehörte zur „jungen Frontgeneration“ der zwischen 1890 und 1900 Geborenen und fühlte sich durch den Kriegsdienst als Angehöriger einer besonderen Generation.

### Studienjahre in Hamburg und München
Nach Kriegsende kehrte Schramm im Dezember 1918 nach Hamburg zurück. Er kümmerte sich um seinen Lehrer Warburg, bei dem nach Bekanntwerden der Niederlage eine schwere psychische Krankheit ausbrach. Schramm bekannte sich ausdrücklich zur Weimarer Republik, allerdings bestärkten die Gebietsabtretungen im Osten „eine Tendenz zu nationalistischer Radikalisierung“ in ihm. Er stellte sich der Regierung als Zeitfreiwilliger im Freikorps Bahrenfeld zur Verfügung. Ob gegen links, gegen Polen oder „sonst jemand“, war ihm gleich. Ab dem Sommersemester 1919 studierte Schramm Geschichte, historische Hilfswissenschaften, Kunstgeschichte und Staatsrecht an der Hamburgischen Universität. Schramm gehörte zu den ersten Studenten der neu gegründeten Universität in Hamburg. An der Niederschlagung der sogenannten Sülzeunruhen in Hamburg Ende Juni 1919 war Schramm aber nicht beteiligt, da er im Sommer Hamburg verlassen und in Marburg sein Studium fortgesetzt hatte. Anlässlich des Kapp-Putsches im März 1920 begann Schramm ein Tagebuch über die ihn bewegenden Ereignisse zu führen. Den Putsch lehnte er vor allem deshalb ab, weil Kapp seinen Treueid gegenüber der Regierung gebrochen hatte. Seine tagebuchähnlichen Aufzeichnungen publizierte Schramm wenig später.

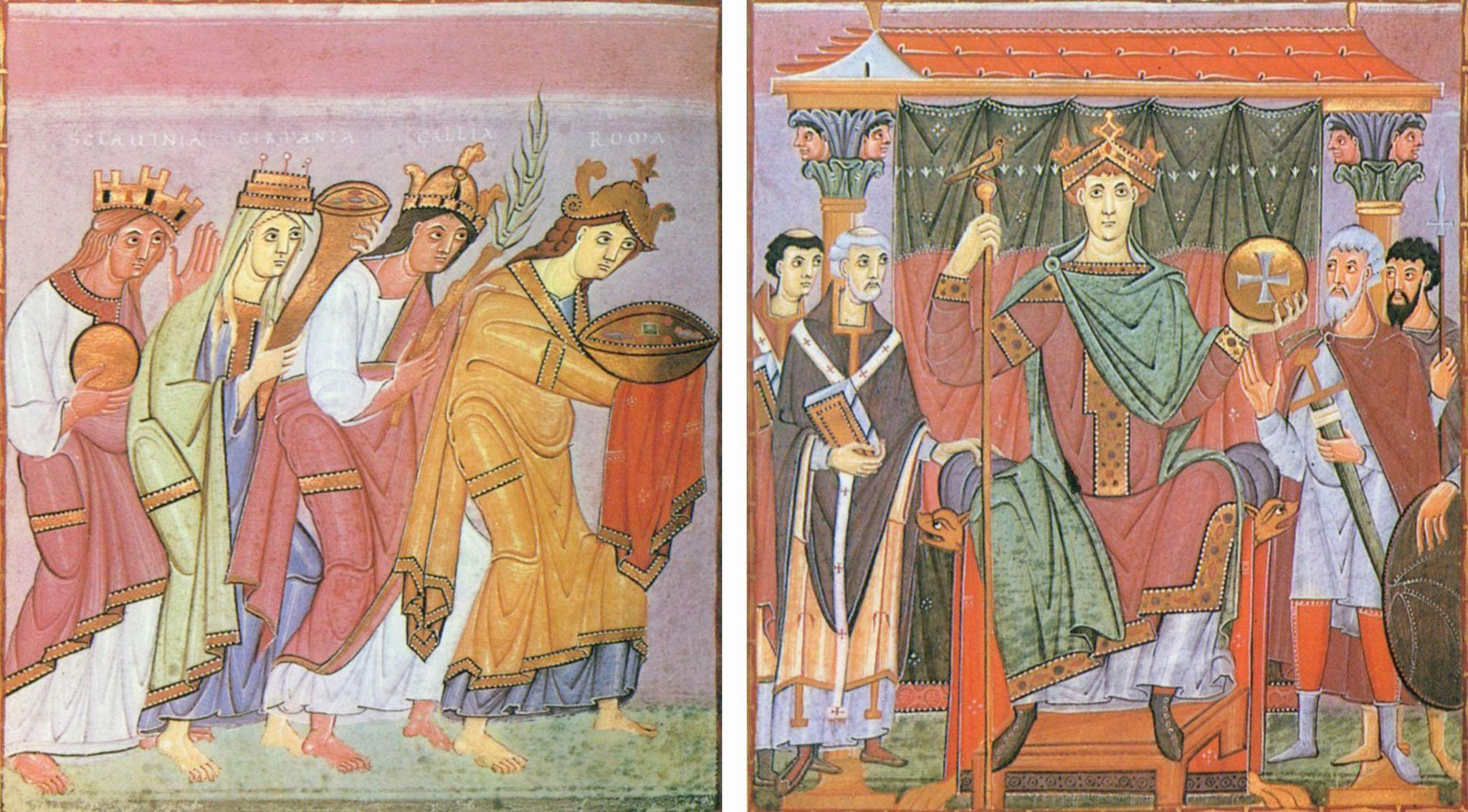
Dedikationsbild aus dem Evangeliar Ottos III. (Bayerische Staatsbibliothek, Clm 4453, fol. 23v–24r)

Ab dem Sommersemester 1920 studierte Schramm in München, um seine Kenntnisse in der Kunstwissenschaft zu erweitern. Dort besuchte er mehrere Lehrveranstaltungen bei dem Kunsthistoriker Heinrich Wölfflin. Nach der Kriegsniederlage und der Neuordnung der staatlichen Strukturen in Deutschland standen bei vielen Intellektuellen die Fragen nach dem Besonderen der deutschen Kunst und nach dem „Wesen des Staates“ im Vordergrund. Diese Fragen beschäftigten auch Schramm sehr. Seit 1920 wandte er sich dem Mittelalter zu. Dabei beeindruckte ihn das Widmungsbild im Reichenauer Evangeliar Ottos III. stark. Das Bild inspirierte ihn wenig später sogar zum Thema seiner Doktorarbeit, in der er das „Wesen“ des von Otto geführten „Staates“ erfassen wollte.
Der Gesundheitszustand Warburgs besserte sich während Schramms Aufenthalt in München nicht. 1920 begab sich Warburg in Begleitung Schramms nach Jena zur weiteren Behandlung. Auch in den Folgejahren erfreute sich Schramm besonderer Wertschätzung bei Warburg. Eine maßgebliche Rolle in der Warburg-Bibliothek spielte fortan Fritz Saxl. Er begann die Bibliothek jungen Wissenschaftlern der Universität Hamburg zugänglich zu machen. Im Jahr 1913 waren sich Schramm und Saxl in der Hamburger Bibliothek von Aby Warburg erstmals persönlich begegnet. In den 1920er Jahren bekam Schramm von kaum jemand anderem mehr menschliche und wissenschaftliche Impulse als von Saxl. Auch zu dem Kunsthistoriker Erwin Panofsky bestand eine freundschaftliche Verbindung. Neben Saxl und Warburg hatte der Historiker Otto Westphal erheblichen Einfluss auf Schramms wissenschaftliches Denken.

### Wissenschaftliche Anfänge in Heidelberg (1921–1929)

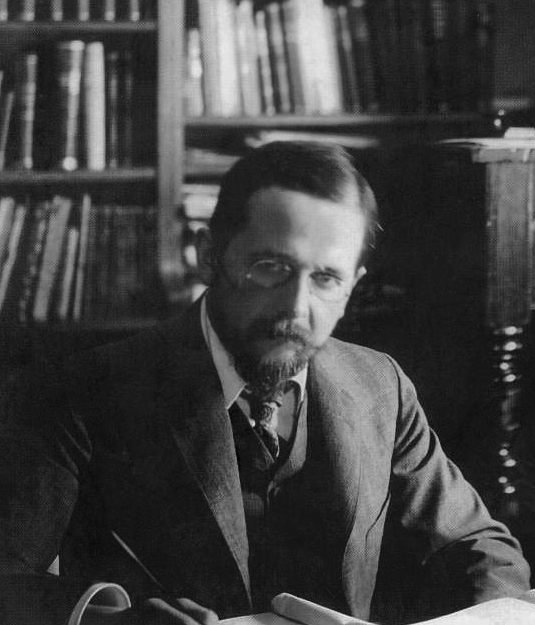
Schramms akademischer Lehrer Karl Hampe in Heidelberg im Jahr 1913

Im Sommersemester 1921 wechselte Schramm nach Heidelberg, um sein Studium mit der Promotion bei Karl Hampe zu beenden. Während seiner Heidelberger Jahre knüpfte er Kontakte zu den Historikern Ernst Kantorowicz, Friedrich Baethgen, Otto Cartellieri, dem Germanisten Friedrich Gundolf, dem Kirchenhistoriker Hans von Schubert und dem Indologen Heinrich Zimmer. Besonders eng war die Freundschaft mit Kantorowicz. Nächtelange Gespräche mit Kantorowicz hat er ausdrücklich hervorgehoben. Zu seinem akademischen Lehrer Hampe hatte Schramm in Heidelberg ein enges Verhältnis. Wiederholt verkehrte er bei Hampes Familie privat. 1922 wurde er bei Hampe mit der Arbeit Studien zur Geschichte Kaiser Ottos III. (996–1002) summa cum laude promoviert. Hampe hielt die Dissertation für „eine wirklich bedeutsame Arbeit“. Sie blieb als ganzes ungedruckt, die Ergebnisse wurden aber in Aufsätzen veröffentlicht.
Im Jahr 1922 hielt Schramm an der Bibliothek Warburg in Hamburg seinen ersten wissenschaftlichen Vortrag Das Herrscherbild in der Kunst des frühen Mittelalters. Im Frühjahr 1923 erschien unter dem Titel Über unser Verhältnis zum Mittelalter in der „Österreichischen Rundschau“ seine erste mediävistische Veröffentlichung. Weitere Arbeiten legten den Schwerpunkt auf das Kaiserzeremoniell am ottonischen Hof und dessen Bezug zur Antike. Die umfangreichste Untersuchung aus den Jahren von 1922 bis 1925 war die Abhandlung Das Herrscherbild in der Kunst des frühen Mittelalters, die in der von Saxl herausgegebenen Reihe „Vorträge der Bibliothek Warburg“ veröffentlicht wurde.
Nach der Promotion hatte Schramm durch seinen Freund Saxl die Möglichkeit auf eine gut vergütete Stelle in Hamburg, wo er an einer Edition der in der Bibliothek liegenden unveröffentlichten Schriften Warburgs arbeiten sollte. Noch wichtiger war für ihn aber das Angebot aus Heidelberg von Harry Bresslau, an Editionsvorhaben der Monumenta Germaniae Historica (MGH) mitzuwirken. Die Mitarbeitertätigkeit bei Bresslau bedeutete nicht nur eine Anstellung bei den Monumenta Germaniae Historica, dem wichtigsten Institut, das sich der Erforschung der fränkischen und deutschen mittelalterlichen Geschichte und der Edition ihrer Quellen widmet, sondern bot ihm auch die Perspektive einer Habilitation an der angesehenen Universität Heidelberg. Daher entschied er sich, in Heidelberg zu bleiben. Von 1923 bis 1926 war Schramm Bresslaus Assistent und arbeitete am letzten Band der „Scriptores“-Reihe der Monumenta Germaniae Historica. Daneben wirkte er an der Ausgabe der Urkunden Heinrichs III. mit. Während seiner Assistentenzeit heiratete er im März 1925 Ehrengard von Thadden, die Tochter des pommerschen Gutsbesitzers und Landrats Adolf von Thadden (1858–1932) und dessen erster Ehefrau Ehrengard, geb. von Gerlach (1868–1909). Aus der Ehe gingen drei Kinder hervor, darunter der Architekt Jost Schramm und der Osteuropahistoriker Gottfried Schramm. Schramms Heirat regte ihn dazu an, sich in der zweiten Hälfte der 1920er Jahre mit den Junkern Ostelbiens zu befassen.
Im Jahr 1924 habilitierte sich Schramm in Heidelberg. In der Habilitationsschrift befasste er sich wiederum mit Otto III.; den Schwerpunkt der Untersuchung bildete der Romgedanke im Mittelalter. Von 1924 bis 1929 war er Privatdozent in Heidelberg. Seine Antrittsvorlesung hielt er über Die historischen Grundlagen der Grenzstaaten des deutschen Ostens. Die Verluste Deutschlands im Osten durch den Versailler Vertrag waren in der Weimarer Republik ein beherrschendes Thema des politischen Diskurses und beeinflussten auch Schramms wissenschaftliches Wirken. Schramm ging von einer Instabilität in Osteuropa aus, die es Deutschland ermögliche, dort zur Hegemonialmacht aufzusteigen. Er vermied aber konkrete Vorschläge, wie Deutschland machtpolitisch seine Chance im Osten wahrnehmen sollte. Eine Publikation der Antrittsvorlesung kam nicht zustande, da die für die Veröffentlichung vorgesehene „Österreichische Rundschau“ eingestellt wurde. Der Themenkomplex verlor nach einer Vorlesung im Wintersemester 1924/25 über die „Geschichte des katholischen Osteuropa“ in Schramms weiterer Arbeit schnell an Bedeutung. Zu Beginn seiner regulären Vorlesungstätigkeit lernte er im Sommersemester 1924 den Byzantinisten Georg Ostrogorsky kennen, der Schramms Interesse an Byzanz schätzte. Aus dieser Begegnung entwickelte sich eine lebenslange Freundschaft.
1928 veröffentlichte Schramm seine erste Monographie, das Werk Die deutschen Könige und Kaiser in Bildern ihrer Zeit, 751–1152. Dort erfasste er die Kaiserbilder erstmals vollständig in ihren Überlieferungen (Buchmalerei, Münzen, Siegel u. a.). Im Mai 1928 starb Schramms Vater, dessen starke Einwirkung auf den Sohn aber weiterhin anhielt. Sie zeigte sich darin, dass Schramm noch Jahrzehnte später bei jeder Veröffentlichung darüber nachdachte, ob der Vater das Geschriebene wohl gewürdigt hätte. Im Wintersemester 1928/29 vertrat Schramm Hampes Lehrstuhl in Heidelberg. Die Habilitationsschrift erschien 1929 in erweiterter und überarbeiteter Fassung als zweibändige Darstellung Kaiser, Rom und Renovatio in der von Saxl herausgegebenen Schriftenreihe „Studien der Bibliothek Warburg“. Sowohl bei der Dissertation als auch bei Kaiser, Rom und Renovatio unterstützte ihn Saxl. Nach einer Vermutung David Thimmes wäre ohne Saxls Einsatz die Schrift Kaiser, Rom und Renovatio vielleicht nie erschienen, denn Schramm hatte Ende der zwanziger Jahre das Interesse am „Romgedanken“ verloren. Zum Ende seiner Heidelberger Jahre trat er wohl im Jahr 1928 in die Deutsche Volkspartei ein. Die Mitgliedschaft erneuerte er aber nicht, als er nach Göttingen wechselte.

### Erste Lehrtätigkeit in Göttingen (1929–1933)
Schramms im Sommer 1929 veröffentlichtes Werk Kaiser, Rom und Renovatio brachte ihm den akademischen Durchbruch. Schon vor der Drucklegung entfaltete es eine beträchtliche Wirkung und trug wesentlich dazu bei, dass Schramm bereits im Februar 1929 einen Ruf an die Universität Göttingen erhielt. Ab dem 1. April 1929 lehrte er dort als Professor für mittlere und neuere Geschichte und Historische Hilfswissenschaften. Zugleich wurde er Direktor des Historischen Seminars. In der Wissenschaftsorganisation hingegen spielte er in Göttingen keine besondere Rolle.
Durch die Professur wurde Schramm auch finanziell unabhängig. Seine Berufung nach Göttingen hatte sich jedoch über Monate hingezogen, da der Kultusminister und sein Ministerialdirektor den Lehrstuhl zunächst für Soziologie vorsahen. Im Jahr seiner Berufung starb Schramms Lehrer Warburg. In den folgenden Jahren intensivierte sich die Zusammenarbeit und der Gedankenaustausch zwischen Schramm und der von Saxl geführten Kulturwissenschaftlichen Bibliothek. Schramm sondierte sogar, ob er eine Chance habe, nach Hamburg berufen zu werden, doch blieb eine solche Berufung aus.
Im Jahr 1930 besuchte Schramm den im holländischen Exil lebenden Kaiser Wilhelm II. in Doorn. Als Grund für seinen Besuch hat Schramm in den 1960er Jahren das Interesse des Ex-Monarchen an den Büchern des Göttinger Kollegen Karl Brandi genannt. Der Kaiser war während des Gesprächs mit Schramm daran interessiert, wann der Adler zum kaiserlichen Emblem geworden sei. Seinen Besuch publizierte Schramm 1964 in der Festschrift für Max Braubach. Im Juli 1930 erhielt er Rufe auf Lehrstühle für Geschichte nach Freiburg und Halle. Zu diesem Zeitpunkt lehrte Schramm erst drei Semester in Göttingen; er entschied sich, dort zu bleiben. Als Ergebnis der Bleibeverhandlungen wurden seine Bezüge stark erhöht, und es wurde ein „Apparat für mittellateinische Literatur“ in der Bibliothek des Historischen Seminars eingerichtet. Auf der Basis des „Mittellateinischen Apparates“ entstand das Projekt der Herausgabe einer Bibliographie zur mittelalterlichen Geistesgeschichte. Daraus gingen mit „Aristoteles im Mittelalter“, „Vergil im Mittelalter“ und „Literatur zur lateinischen Bibelkommentierung“ drei Hefte hervor.
Schramms wachsende Anerkennung in der Fachwelt zeigte sich auch darin, dass er für die Geschichtslehrerzeitschrift „Vergangenheit und Gegenwart“ Literaturberichte verfasste und 1931 in das Herausgebergremium der „Historischen Zeitschrift“ aufgenommen wurde, deren jüngster Mitherausgeber er damit wurde. Außerdem wurde er in den leitenden Ausschuss des Verbandes Deutscher Historiker gewählt. Auf internationaler Ebene begann er sich ab 1929 als Mitglied in der Internationalen Ikonographischen Kommission zu engagieren und nahm regelmäßig an den Versammlungen des Internationalen Historischen Komitees teil. Im internationalen Umfeld knüpfte Schramm Kontakte, die bis an sein Lebensende anhielten. Auch sein Privatleben entwickelte sich weiter positiv. Im Sommer 1932 kam Schramms dritter Sohn zur Welt.
In seinen ersten Jahren in Göttingen nahm Schramm sein ostpolitisches Engagement wieder auf. Im Februar 1931 veranstaltete er zusammen mit Karl Brandi an der Universität Göttingen als erster deutscher Universität eine „Ostmarkenhochschulwoche“, die den Studenten die „Bedeutung der Ostmark für Volk und Reich“ näherbringen sollte. Die beiden Göttinger Historiker unternahmen Informationsreisen durch Schlesien, Ostpreußen und das Danziger Gebiet. Im Sommer 1932 organisierten Schramm und Brandi in Göttingen einen Deutschen Historikertag, der erstmals Probleme des deutschen Ostens auf einer deutschen Historikerveranstaltung in den Vordergrund stellte. Die behandelten Themen richteten sich unverkennbar gegen den Versailler Vertrag und die Nachbarstaaten, vor allem gegen Polen. Allerdings ging dieser Schwerpunkt nicht allein auf die Initiative Schramms und Brandis zurück. Beide waren weder Experten für die Geschichte der Deutschen in Ostmitteleuropa, noch Wortführer der geschichtswissenschaftlichen Ostforschung. Mit den politischen Umwälzungen des Jahres 1933 endeten zudem Schramms Aktivitäten auf diesem Gebiet.
Ab den 1930er Jahren erforschte Schramm die Ordines, die Regeln für den Ablauf der mittelalterlichen Krönungsfeiern. Den Ausgangspunkt bildete sein 1930 im „Archiv für Urkundenforschung“ veröffentlichter Aufsatz Die Ordines der mittelalterlichen Kaiserkrönung. Sein Interesse für die Ordines wurde auch in den Lehrveranstaltungen „Die Papstwahl“ und „Die deutsche Königskrönung“ deutlich.

### Schramms Rolle im Nationalsozialismus (1933–1945)

#### Verhältnis zum NS-Regime
Ein eindeutiges Bild ergibt sich aus den vorliegenden biographischen Informationen über Schramms Einstellung zum Nationalsozialismus nicht. Schramms Verhältnis zum Antisemitismus etwa wird unterschiedlich wahrgenommen. Dass er in einem privaten Brief vom 31. März 1933 an Herbert von Bismarck schrieb: „Wenn der deutsche Antisemitismus für die nächste Zeit als eine Tatsache hinzunehmen ist, mit der politisch gerechnet werden muß, dann scheint er mir nur in der Form eines Kampfes gegen das Ostjudentum und das marxistische Judentum möglich“, wird im Allgemeinen als Bereitschaft gedeutet, sich mit dem Antisemitismus zeitweise zu arrangieren. Dennoch, so Folker Reichert, sei Schramm kein Antisemit gewesen. Ursula Wolf hingegen sieht bei Schramm keine fundamentalen rassischen Vorurteile, aber bestimmte zeittypische Ressentiments, zumindest gegenüber einer bestimmten sozialen jüdischen Schicht, wenn Schramm ebenfalls 1933 an seine Mutter schrieb: „Daß der jüdische Einfluß, wo er schädlich oder übermächtig war, eingedämmt wird, bzw. schon ist, begrüße ich selbstverständlich.“ Die NS-Rassenpolitik habe Schramm jedoch abgelehnt. Für Eduard Mühle war Schramm indes bereit, noch lange nach 1933 den Terror gegen Juden und andere Bevölkerungsgruppen zu verharmlosen, ja zu rechtfertigen. Manche Aspekte des NS-Regimes, die ihm missfielen, wie die Einschränkung politischer Freiheiten, tat Schramm als eine kurzfristige „revolutionäre Unruhe“ ab. Vertriebenen Wissenschaftlern wie Ernst Kantorowicz oder Siegfried Heinrich Steinberg versuchte er durch Empfehlungsschreiben zu helfen.
Trotz seiner Anpassung und Zustimmung hatte Schramm auch Schwierigkeiten mit dem NS-Regime. Die Einführung der Weimarer Verfassung hielt er für einen historisch bedeutsamen Vorgang, doch auf deren Kerninhalt, die parlamentarische Parteiendemokratie, legte er kein besonderes Gewicht. 1932 trat er als Vorsitzender des Göttinger „Hindenburg-Ausschusses“ für die Wiederwahl des alten Reichspräsidenten Paul von Hindenburg ein, womit er sich gegen den Gegenkandidaten Adolf Hitler stellte. Zu diesem Zweck hielt er zahlreiche Wahlreden. Damit erreichte Schramms politische Betätigung ihren Höhepunkt. Sie brachte ihm die Ablehnung der Nationalsozialisten ein, insbesondere die der Göttinger Kreisleitung der NSDAP. Den politischen Veränderungen passte er sich allerdings schnell an, die „Machtergreifung“ begrüßte er begeistert. Beim Reichstagsbrand am 27. Februar 1933 dachte Schramm an „die fabelhaften Chancen“, ihn als Vorwand gegen die Kommunisten nutzbar zu machen. Im Mai 1933 versuchte er, Verständnis für die Bücherverbrennungen in Deutschland aufzubringen. Seine internationalen Kontakte nutzte er, um die Ereignisse im nationalsozialistischen Deutschland nach außen zu rechtfertigen. Wie viele andere Gelehrte nahm er das Regime einseitig wahr. Vom Frühjahr bis zum Sommer 1933 war er Gastprofessor an der Princeton University und hob in seinen Reden über „die Nationale Revolution in Deutschland“ die aus seiner Sicht positiven Leistungen des NS-Regimes hervor. Als besonders positiv würdigte er die „Gleichschaltung der Länder“ und die Abschüttelung „der Fesseln von Versailles“. Schramm bedauerte, dass nur wenige Menschen im Ausland miterleben würden, wie sich das neue Deutschland entwickelte.
Während seiner Abwesenheit wurde Schramm von den neuen Machthabern aus dem Vorstand des Göttinger Studentenwerks entfernt. Selbst seine berufliche Stellung war in Gefahr. Deshalb kehrte er schon im Juni aus den Vereinigten Staaten zurück. Sein langjähriger Freund Otto Westphal verschrieb sich bedingungslos dem Nationalsozialismus. Er betrieb mit Alfred Schüz die berufliche Absetzung Schramms. Damit endete die jahrzehntelange Freundschaft mit Westphal; Schramm kündigte sie in einem Brief auf. Trotz der erheblichen Probleme mit dem NS-Regime hielt Schramm an seiner positiven Einstellung zu den politischen Verhältnissen in Deutschland fest. Die Gegenwart aus der Geschichte heraus deutend, verglich er in einem Brief an einen rumänischen Freund vom 20. September 1933 die politischen Umwälzungen des Jahres 1933 mit der deutschen Reformation des 16. Jahrhunderts und beschrieb ein „neues zukunftsreiches Deutschland“. Die Diktatur schien ihm den Vorzug zu besitzen, Deutschland vor politischer Zerrissenheit zu bewahren.
Bei der Reichsgründungsfeier der Universität Göttingen am 18. Januar 1934 kritisierte der Althistoriker Ulrich Kahrstedt Schramms internationales Engagement. Kahrstedt warf Schramm und Brandi vor, auf dem Warschauer Historikertag 1933 nicht die deutschen Interessen im Osten vertreten zu haben. Nach diesen Vorwürfen schränkte Schramm seine Aktivitäten in der internationalen wissenschaftlichen Zusammenarbeit ein. Außerdem trat er im Januar 1934 in die Reiter-SA ein, deren Mitglied er bis 1938 blieb. Aus der Redaktion der „Historischen Zeitschrift“ wurde Schramm 1935 entfernt; 1937 musste er auch seine Tätigkeit in der Geschichtslehrerzeitschrift „Vergangenheit und Gegenwart“ einstellen. Als einem „Vertreter des Spätliberalismus“, wie ihn der Göttinger Rektor Friedrich Neumann bezeichnete, schenkte ihm die Göttinger NS-Führung kein politisches Vertrauen. Sein Aufnahmegesuch von 1937 in die NSDAP zog sich daher zwei Jahre hin. Im Jahr 1939 erreichte Schramm seine Aufnahme in die NSDAP und sogar die Rückdatierung auf das von ihm erstrebte Eintrittsjahr 1937. Im Februar 1947 behauptete er aber, er habe den Aufnahmeantrag gar nicht selbst gestellt. Dies sei vielmehr ohne sein Wissen durch die SA geschehen.
Ungeachtet seiner Einstellung zum Nationalsozialismus, wurde Schramm im Mai 1937 nach London zur Krönung des englischen Königs Georg VI. eingeladen. Er war der einzige deutsche Zivilist, der eine solche Einladung erhielt – eine Anerkennung, die selbst im „Kladderadatsch“ wahrgenommen wurde. Zu diesem Zeitpunkt galt Schramm weltweit als anerkannter Experte der Krönungsforschung. Er war bereit, sein Wissen über die Herrschaftssymbole für die Politik dienstbar zu machen. Damit entfernte er sich von der Position seines Lehrers Warburg, der die politische Instrumentalisierung der Kunstgeschichte kritisch beurteilt hatte. Für die englische Krönungsfeier schlug er Hitler vor, das aus der Zeit Richards von Cornwall stammende, 1262 angefertigte und im Aachener Domschatz aufbewahrte vergoldete Taubenszepter nachbilden zu lassen und dem englischen König zum Geschenk zu machen. Während seines Englandaufenthaltes befragte ihn der Erzbischof von Canterbury Cosmo Gordon Lang nach seinem Verhältnis zum Nationalsozialismus, worauf er differenzierend antwortete: „Hinsichtlich der Wiederaufrüstung (Gleichgewicht der Kräfte) 200prozentiger Nazi. Hinsichtlich «Arbeitsfrieden», Festigung des Bauerntums, «Kraft durch Freude» 100prozentiger Nazi. Rassentheorie, Germanenkult, Bildungspolitik, NS-Weltanschauung: 100prozentiger Gegner.“ Die Außen- und Rüstungspolitik befürwortete er, weil sie dem Deutschen Reich seine internationale Stellung in der Welt zurückgeben würde. Nach der Besetzung des Sudetenlandes bejubelte er Hitler: „80 Millionen – ohne Blutvergießen. Das konnte weder Bismarck noch die Jungfrau von Orléans, sondern nur jemand, der beider Fähigkeiten vereinigte […].“ Im Jahr 1938 begrüßte er den „Anschluss Österreichs“. Ein Wechsel auf eine Professur in Leipzig scheiterte 1941 an der ihm vorgeworfenen „liberalistischen Haltung“.
Schramms Frau Ehrengard von Thadden stand dem NS-Regime sehr viel distanzierter gegenüber. Nach dem Attentatsversuch vom 20. Juli 1944 wurde Schramm vom Göttinger Rektor, dem Altphilologen Hans Drexler, als Sympathisant des Widerstandes vom 20. Juli 1944 denunziert. Dank der Fürsprache der Universitätsgremien und vor allem seines militärischen Vorgesetzten Generaloberst Alfred Jodl blieben Konsequenzen für Schramm aus. Seine Schwägerin Elisabeth von Thadden wurde im September 1944 wegen „Hochverrats“ vom Volksgerichtshof zum Tode verurteilt und hingerichtet.

#### Forschung und Lehrtätigkeit

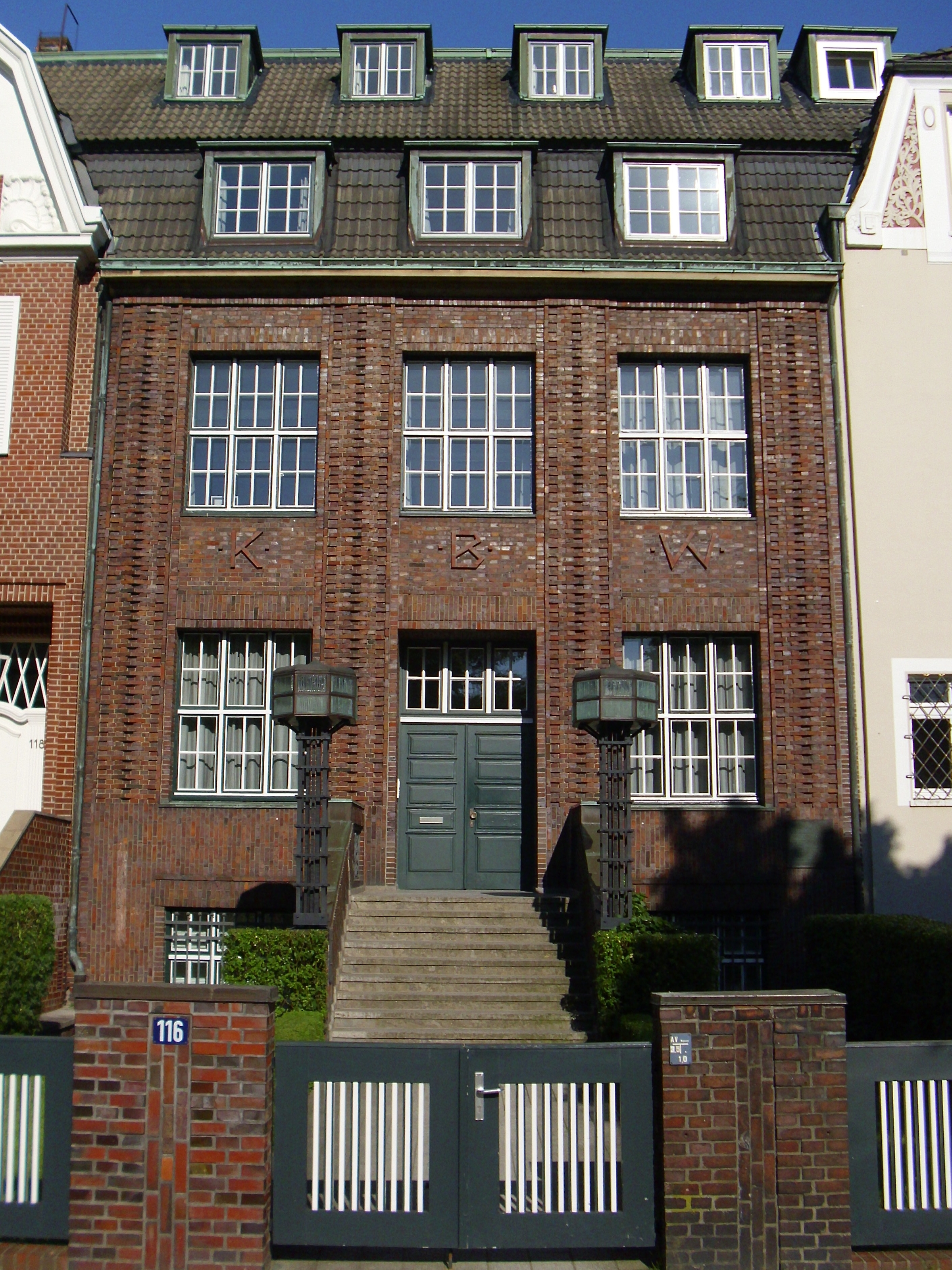
Gebäude der ehemaligen Kulturwissenschaftlichen Bibliothek Warburg in Hamburg in der Heilwigstraße 116.

Schramms Forschungsthemen unterschieden sich von den zeittypischen Schwerpunkten der positivistischen Kaisergeschichte, der Volksgeschichte und der mittelalterlichen Verfassungsgeschichte. Zwischen 1933 und 1939 arbeitete er aber auch an Themen von tagespolitischer Relevanz. Dazu zählten seine kolonialgeschichtlichen Arbeiten zu den Hamburger Kaufleuten.
Schwerpunktmäßig veröffentlichte Schramm neben den Krönungsordines zahlreiche Arbeiten zur Geschichte des Königtums in Europa. Im Jahr 1934 erschien Die Krönung bei den Westfranken und Angelsachsen und 1935 Die Krönung in Deutschland bis zum Beginn des Salischen Hauses. Gerade noch rechtzeitig zur Krönung in England am 12. Mai 1937 erschien im April 1937 in Deutschland und England seine Geschichte des englischen Königtums im Lichte der Krönung. Kurz nach Beginn des Zweiten Weltkrieges veröffentlichte er seine Darstellung Der König von Frankreich. Schramm hielt als Historiker in der NS-Zeit weiterhin wissenschaftliche Standards ein und lehnte das rein pragmatische Wissenschaftsverständnis des Nationalsozialismus ab. Aber als überzeugter Historist orientierte er sich auch an den Problemen der eigenen Zeit und ging der Frage nach, warum Deutschlands Weg zu einem mächtigen Nationalstaat so schwierig verlaufen sei. Die Arbeiten zu den mittelalterlichen Symbolen waren in diesem Sinne „eine Art Spurensuche nach dem Wesen der Völker.“ Ab 1938 verwendete er allerdings in seinen wissenschaftlichen Publikationen Begriffe und stellte Überlegungen an, die sich deutlicher an der nationalsozialistischen Gedankenwelt orientierten. So betonte er stärker die Bedeutung der germanischen Kultur für das Mittelalter. Mit seiner Symbolforschung hoffte er Einsicht in die „Geistesgeschichte der einzelnen Rassen“ zu erlangen. Nach der Einschätzung von David Thimme versuchte er mit seinen Forschungen Anschluss an die herrschende Ideologie zu finden, um die eigene Position in den veränderten akademischen Strukturen zu stärken. Allerdings stellt Thimme auch fest, „daß seine Annäherungsversuche an das politische Opportune nicht sehr weit gingen“.
Ab 1933 konnte Saxl wegen seiner jüdischen Herkunft seine Forschungen in Deutschland nicht mehr fortsetzen. Ende 1933 musste er mit seinen Mitarbeitern die Kulturwissenschaftliche Bibliothek Warburg von Hamburg nach London verlagern. In London ging daraus das noch heute tätige Warburg Institute hervor. 1934 äußerte sich Edgar Wind, ein Mitarbeiter der Kulturwissenschaftlichen Bibliothek, in der Einleitung des ersten Bandes der „Kulturwissenschaftlichen Bibliographie zum Nachleben der Antike“ kritisch über das NS-Regime. Ein weiterer Mitautor der Bibliographie, Raymond Klibansky, soll gesagt haben, „daß er das Haus eines deutschen Professors nicht mehr beträte“. Schramm differenzierte nicht zwischen „Deutschlandfeindlichkeit“ und Kritik am NS-Regime. Im Januar 1935 brach Schramm die langjährige Zusammenarbeit mit Saxl und der Kulturwissenschaftlichen Bibliothek Warburg (KBW) ab. Als Begründung führte er an, dass er nicht an einem Werk mitarbeiten wolle, an dem auch „antideutsche“ Autoren beteiligt seien.
Als 1936 das Soziologische Seminar an der Universität Göttingen geschlossen wurde und das Fach Geschichte dessen Bücherbestand übernahm, warf Schramm der Soziologie nicht nur intellektuelle Dürftigkeit vor, sondern sprach den Göttinger Soziologen sein politisches Misstrauen aus: deren Bibliothek habe „eine nicht unerhebliche Zahl von Büchern“ enthalten, „die gar nicht oder nur unter Vorsichtsmaßregeln den Studenten zugänglich gemacht werden können“.
Schramms Forschungen bis 1939 waren von einem „eremitenhaften Arbeitsstil“ geprägt. Der für wissenschaftliche Erkenntnis wichtige Austausch mit Fachkollegen ging stark zurück. Die nationalsozialistische Herrschaft hatte die für Schramm wichtige interdisziplinäre Zusammenarbeit in den Geisteswissenschaften an der Universität Göttingen durch personelle Veränderungen zum Erliegen gebracht. Auch der „Mittellateinische Apparat“ wurde nicht weitergeführt. Schramms wichtiger Gesprächspartner Kantorowicz hatte 1938 endgültig Deutschland verlassen.
Am NS-Projekt Kriegseinsatz der Geisteswissenschaften beteiligte Schramm sich nicht in besonderem Ausmaß. Mit dem Kriegsausbruch begann die Phase der Erforschung von Themen, die mit Ausnahme von wenigen Rezensionen nichts mit dem Mittelalter zu tun hatten; Studien zur Wirtschafts- und Sozialgeschichte des 19. Jahrhunderts rückten in den Vordergrund. Noch mitten im Kriegsgeschehen konnte er 1943 das knapp 800 Seiten umfassende Werk Hamburg, Deutschland und die Welt vollenden. Im selben Jahr wurde seine Heimatstadt im Rahmen der Operation Gomorrha durch alliierte Bombenangriffe schwer getroffen.

#### Anfertigung des Kriegstagebuches und Gutachtertätigkeit im Zweiten Weltkrieg
Am Zweiten Weltkrieg nahm Schramm von Beginn an als Soldat teil. Wenige Wochen nach Kriegsausbruch wurde er zum Rittmeister der Reserve befördert. Im Jahr 1941 gehörte er zur Amtsgruppe für Wehrmachtpropaganda im Oberkommando der Wehrmacht. Dort verfasste er Pressemitteilungen für in- und ausländische Zeitungen. Die Meldungen sind typische Kriegspropaganda und wurden von Generalmajor Hasso von Wedel genehmigt. Im Jahr 1942 nahm Schramm als Stabsoffizier an der Eroberung der Krim teil. Von März 1943 bis zur Kapitulation 1945 war er als Nachfolger von Helmuth Greiner Kriegstagebuchschreiber im Führerhauptquartier. In dieser Funktion fasste er alle „operativen Vorgänge“, von denen er Kenntnis hatte, nachrichtlich zusammen und nahm die Auswahl der Dokumente und Meldungen für das Kriegstagebuch vor. Der Schwerpunkt lag auf den operativen Entscheidungen und Vorgängen, unter Ausschluss der kriegsvölkerrechtlich relevanten Aspekte. Durch seine selektive Arbeitsweise vermittelt das Kriegstagebuch nur ein eingeschränktes Bild des Kriegsverlaufs aus der Sicht der obersten Führung. Am 1. Juni 1943 stieg Schramm zum Major der Reserve auf. Den Krieg hielt er seit 1943 für endgültig verloren. Eine geplante Freistellung nach Göttingen, um seinen Verpflichtungen in der Wissenschaft nachzukommen, schlug er im Frühsommer 1944 ausdrücklich aus. Schramm zog seinen Dienst bei der Wehrmacht vor. Seinen fünfzigsten Geburtstag feierte er am 14. Oktober 1944 im Führerhauptquartier. Bei Kriegsende ignorierte er den Befehl zur Vernichtung des Kriegstagebuches und sorgte für dessen Erhalt. Als er seine Rolle als Kriegstagebuchführer im Wehrmachtführungsstab gegenüber seinem Schüler Joist Grolle beschrieb, bezeichnete er sich als „Notar des Untergangs“.
Schramm betätigte sich neben der Führung des Kriegstagebuches auch als Gutachter. Darunter fällt die Erstellung eines Gutachtens zur „Treibstoff-Frage“ von 1944/45. Schramm lobte die deutsche Wissenschaft für ihre Erzeugung von synthetischem Gummi (Buna) und von synthetischem Benzin. Dadurch brach sie das Rohstoffmonopol der Alliierten und unterstützte die I.G. Farben beim Aufbau von Fabriken zur Herstellung von synthetischem Treibstoff, so dass die deutsche Wehrwirtschaft und Kriegsführung weiterhin funktionieren konnte. Jörg Wollenberg vermutet einen Zusammenhang zwischen Schramms Gutachten und der Neuanlage des Außenkommandos KZ Fürstengrube im Großbauprojekt Auschwitz III. Schramm sah auch nach 1945 keine Verbindung zwischen seinem Gutachten und dem Auschwitz-Komplex. Das Gutachten ist in der 1954 veröffentlichten Festschrift für den Göttinger Völkerrechtler Herbert Kraus in geglätteter Fassung abgedruckt.

### Nachkriegszeit
Schramm war von Mai 1945 bis zum 5. Oktober 1946 in amerikanischer Gefangenschaft. Als Kriegsgefangener schrieb er für die Historical Section der US Army eine militärische Denkschrift. In dieser Zeit nahm er die Arbeit an seinen Erinnerungen wieder auf, die er als Soldat 1942 begonnen hatte. Im Oktober 1946 kehrte er aus dem Nürnberger Gefangenenlager nach Göttingen zurück. Die britische Besatzungsmacht untersagte ihm jedoch die Rückkehr auf seinen Göttinger Lehrstuhl. Die Besatzungsbehörden hatten in einem Gutachten vom Februar 1946 Zweifel, ob er „eine positive demokratische Lehre in seinen Unterricht aufnehmen würde“. Als Kriegstagebuchführer war Schramm Zeuge der Verteidigung bei dem Nürnberger Prozess gegen die Hauptkriegsverbrecher und sagte im Juni 1946 zugunsten seines ehemaligen Vorgesetzten Generaloberst Jodl aus. Am 29. Januar 1946 war er als einer der Nachfolger für den Mittelalterlehrstuhl in Hamburg im Gespräch. Die Professur wurde aber an Hermann Aubin vergeben. Von 1946 bis 1948 war Schramm mit einem Lehrverbot belegt. Dies empfand er als bitteres Unrecht. Wie viele andere Wissenschaftler war er bestrebt, den Eindruck zu erwecken, er sei von der NS-Ideologie unberührt geblieben. Noch im Jahre 1947 konnte Schramm wieder zu mehreren emigrierten Kollegen, darunter Ernst Kantorowicz und Hans Rothfels, freundschaftlichen Kontakt aufnehmen. Kantorowicz, Rothfels und andere waren Fürsprecher in Schramms Entnazifizierungsverfahren, das von Oktober 1946 bis September 1948 dauerte. Die amerikanische Historical Division, die ein Interesse an seiner Mitarbeit hatte und für deren Vorgängereinheit er zeitweise gearbeitet hatte, gab eine positive Stellungnahme ab. Im November 1948 konnte Schramm seine Lehrtätigkeit als Göttinger Professor wieder aufnehmen.
Es gelang Schramm in der Nachkriegszeit allerdings nicht, seine ehemaligen Freunde aus dem Warburg Institute zurückzugewinnen. In zwei Briefen, geschrieben im Dezember 1946 und Januar 1947, versuchte er die persönlichen und wissenschaftlichen Beziehungen zu Saxl wieder aufzunehmen. Mit dem Warburg Institute begann Schramm so zu kommunizieren, als wären die alten Verletzungen nie geschehen. Saxl hatte als Opfer des NS-Regimes kein Verständnis für Schramms Schweigen über die Vergangenheit und für seinen Versuch, „über diese Dinge zur Tagesordnung über(zu)gehen“, wie Saxl es in einem Briefentwurf formulierte. Auch in seinem Nachruf auf Saxl aus dem Jahr 1958 in den Göttingischen Gelehrten Anzeigen verlor Schramm kein selbstkritisches Wort. Er verschwieg seinen Anteil am Bruch der Freundschaft. Vielmehr soll es Saxl gewesen sein, von dem der Bruch ausging.
Schramm wurde 1948 korrespondierendes und 1956 ordentliches Mitglied der Zentraldirektion der Monumenta Germaniae Historica. Zahlreiche weitere Akademien in Göttingen (Mitglied 1937), München (korrespondierendes Mitglied 1965), Wien, Stockholm, Spoleto und die American Historical Academy of Medieval Studies nahmen Schramm als Mitglied auf. 1958 wurde er in den Orden Pour le Mérite für Wissenschaften und Künste aufgenommen. Für ihn war dies die wichtigste und bedeutendste Ehrung. Ein Jahr später wurde ihm vom Verein Herold mit der Bardeleben-Medaille die höchste Auszeichnung verliehen.
Schramm gehörte seit 1955 dem Wissenschaftlichen Beirat der Sachbuchreihe Rowohlts deutsche Enzyklopädie an. In der zweiten Hälfte der 1950er Jahre war das Historische Seminar in Göttingen durch Schramm und seinen Kollegen Hermann Heimpel eine der angesehensten Adressen in Deutschland für das Fach Geschichte. Schramm avancierte in der Nachkriegszeit zu einem der führenden Experten für die Geschichte des Zweiten Weltkrieges. Seine öffentlichen Vorträge in den fünfziger Jahren stießen auf große Resonanz. Er setzte sich in seinen Reden für ein ehrendes Gedenken der Weltkriegstoten ein. 1952 erstellte Schramm im Auftrag von Fritz Bauer ein Gutachten für den Prozess gegen Otto Ernst Remer. Schramm gehörte 1955 zu den Professoren, die dafür sorgten, dass der zum niedersächsischen Kultusminister ernannte Leonhard Schlüter wenige Tage nach seiner Ernennung zurücktreten musste. In den 1960er Jahren hat Schramm das Kriegstagebuch des Wehrmachtführungsstabes gemeinsam mit seinen beiden Schülern Andreas Hillgruber und Hans-Adolf Jacobsen sowie Walther Hubatsch ediert. Von 1961 bis 1964 gab er das Kriegstagebuch in vier Bänden heraus. Damit war er zugleich der Verfasser und Editor der Quelle. Im Jahr 1963 gab er die Notizen Henry Pickers über Hitlers Tischgespräche im Führerhauptquartier 1941–1942 heraus.
Schramm sah nach 1945 keine Notwendigkeit zu Korrekturen an seinen Büchern über das englische oder französische Königtum. Zur mittelalterlichen Geschichte veröffentlichte Schramm in den 1950er und 1960er Jahren seine großen Werke: drei Bände Herrschaftszeichen und Staatssymbolik 1954–1956, 1962 gemeinsam mit der Kunsthistorikerin Florentine Mütherich die Denkmale der deutschen Könige und Kaiser und 1968–1971 das fünfbändige Werk Karl der Große. Lebenswerk und Nachleben. Ab 1968 erschienen in vier Bänden seine gesammelten Aufsätze zur Geschichte des Mittelalters.
Noch 1958 knüpfte Schramm sprachlich wie inhaltlich an die zeitgenössische Ostforschung an, indem er den „historischen Rechtstitel[n]“ nachging, welche die Deutschen „auf die von Deutschland abgetrennten Gebiete“ besäßen. Dabei sprach er von „den Fluten“, die seit „der Hunnenzeit von Osten heranbrandeten“. Schramm relativierte aber auch die Vorstellung von einer ‚deutschen Kulturträgerschaft‘ im Osten, wies auf die von den Deutschen in Ostmitteleuropa begangenen Verbrechen hin und engagierte sich für eine deutsch-polnische Aussöhnung. Von Seiten polnischer Historiker wurde Schramms „Versuch einer neuen Sicht der polnisch-deutschen Probleme“ geradezu als „eine Sensation in der Welt der westdeutschen Intelligenz“ wahrgenommen.

### Letzte Jahre
In den 1950er und 1960er Jahren schrieb Schramm verstärkt am Erinnerungswerk „Jahrgang 94“. Die Darstellung blieb bis zu seinem Lebensende unveröffentlicht. Seinen einstigen Freund und Förderer Saxl erwähnte er darin kein einziges Mal. Die Hälfte der Seiten nahmen die Jahre des Ersten Weltkriegs ein.
Im Jahr 1963 wurde Schramm emeritiert. Im selben Jahr wurde er zum Kanzler des Ordens Pour le Mérite für Wissenschaften und Künste gewählt. Damit wurde ihm die höchste Auszeichnung zuteil, die ein Wissenschaftler in der Bundesrepublik Deutschland erhalten konnte. Ein Jahr später wurde ihm das Große Bundesverdienstkreuz mit Stern verliehen. Hinsichtlich seiner Schülerzahl war er einer der erfolgreichsten deutschen Gelehrten der Nachkriegszeit. 59 Promotionen betreute er als akademischer Lehrer. Zu seinem siebzigsten Geburtstag wurde Schramm 1964 von seinen Schülern und Freunden mit einer Festschrift geehrt. Bedeutende Schüler Schramms waren János M. Bak, Wilhelm Berges, Arno Borst, Marie Luise Bulst-Thiele, Donald S. Detwiler, Adolf Gauert, Joist Grolle, Andreas Hillgruber, Hans-Adolf Jacobsen, Norbert Kamp, Hans-Dietrich Kahl, Reinhard Rürup, Hans Martin Schaller, Ernst Schulin und Berent Schwineköper. Reinhard Elze war zwar im Studium nicht sein Schüler, sah ihn aber als seinen Lehrer für die eigene wissenschaftliche Entwicklung an. In Göttingen entstand jedoch keine Schulrichtung, vielmehr legte Schramm bei seinen Schülern früh Wert auf Selbstständigkeit.

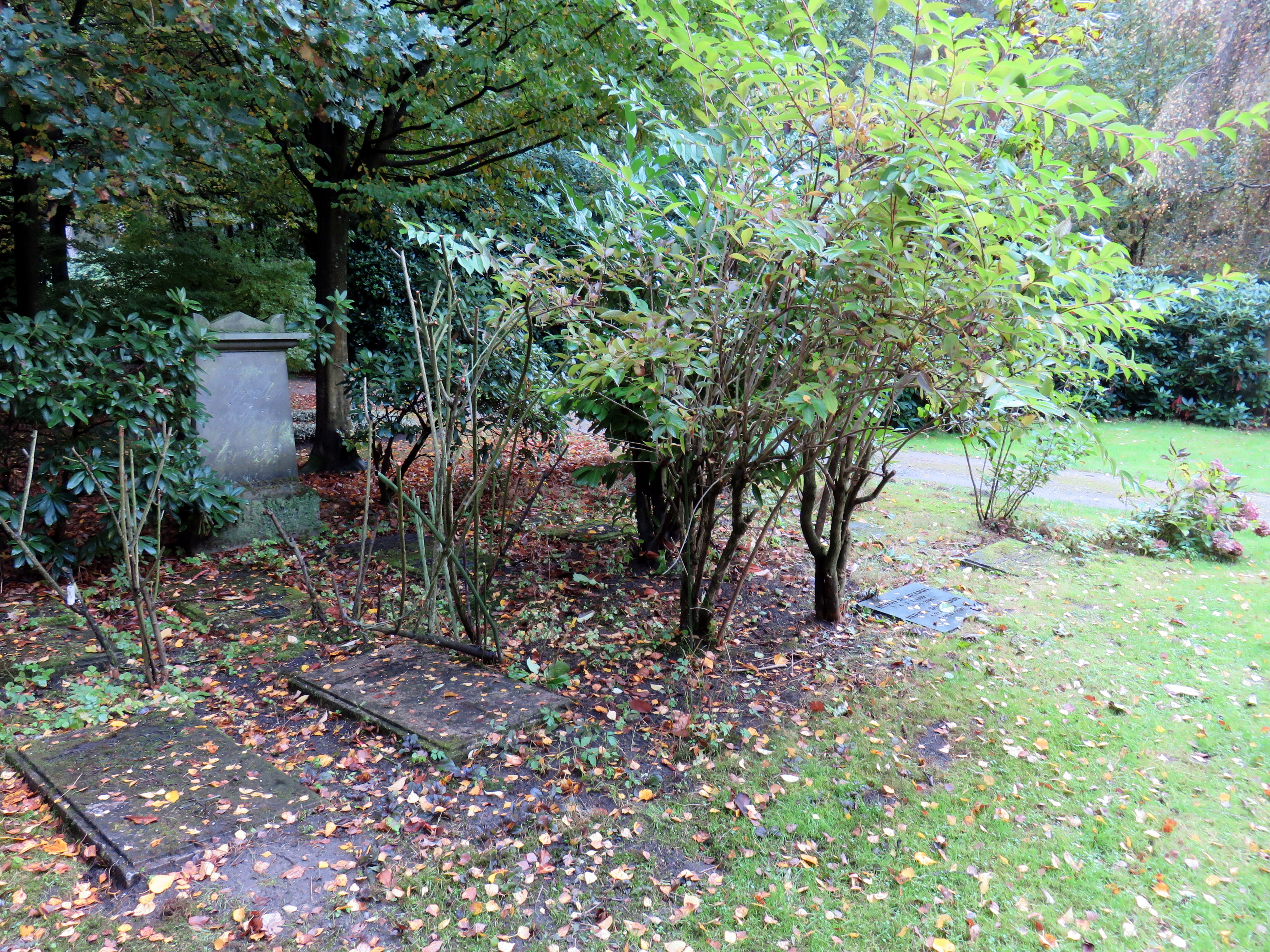
Familiengrab Schramm auf dem Friedhof Ohlsdorf im Planquadrat S 23, 63-72

Im Jahr 1967 führte Schramm als Kanzler den deutsch-jüdischen Kunsthistoriker Erwin Panofsky, seinen ehemaligen Freund aus der Warburg-Schule, in den Orden Pour le Mérite ein. Ein selbstkritisches Wort zur Problematik seiner Vergangenheit oder zur Entfremdung blieb aus. Im Jahr 1968 bestätigte die Bergung der Cathedra Petri die von Schramm 1956 im dritten Band von Herrschaftszeichen und Staatssymbolik aufgestellte Hypothese, wonach der Holzthron um 870 für Karl den Kahlen hergestellt worden war.
Schramm starb am 12. November 1970 in einem Krankenhaus in Göttingen an einem Herzinfarkt. Seine letzte Ruhestätte fand er im Familiengrab auf dem Ohlsdorfer Friedhof in Hamburg. Sein Nachlass ist der umfangreichste Teilbestand im Familienarchiv und liegt im Staatsarchiv Hamburg.

## Werk
Schramm legte in den mehr als vier Jahrzehnten seines Wirkens etwa 355 Veröffentlichungen vor. Sie erstrecken sich von der Antike bis zum 20. Jahrhundert und sind thematisch weit gefächert von der mittelalterlichen Kaiser- und Papstgeschichte bis hin zur Sozial- und Wirtschaftsgeschichte des Bürgertums. Schramm hatte drei Arbeitsfelder: Mittelalterliche Geschichte, Geschichte des hanseatischen Bürgertums und Geschichte des Zweiten Weltkriegs. Sein Arbeitsschwerpunkt blieb von 1920 bis 1938/39 das Mittelalter, während des Zweiten Weltkriegs trat dieser Bereich stark in den Hintergrund. In den 1940er Jahren gewannen die beiden Themenfelder hamburgische Geschichte und Zeitgeschichte zunehmend an Bedeutung. Um 1967 stellte er fest, sein wissenschaftliches Werk habe sich über alle Brüche und Umwälzungen der deutschen Geschichte hinweg kontinuierlich „entfaltet“. Sein Göttinger Kollege Hermann Heimpel bestätigte dies. Dagegen konnte sein Biograph David Thimme darlegen, wie Schramm immer wieder in der Weimarer Republik, im Nationalsozialismus und in der Bundesrepublik zeitbedingte Korrekturen vornahm, weil die „Geschichtswissenschaft aufgrund ihres konstruierenden Charakters stets auf die Gegenwart, auf ihre Probleme und Herausforderungen bezogen ist“.

### Mittelalter
Eine wesentliche Forschungsleistung Schramms ist die Entdeckung und konsequente Heranziehung der Bilder als Quellen für die Geistes-, Kultur- und Politikgeschichte des Mittelalters. Damit leistete er in der deutschen Mittelalterforschung Pionierarbeit. Als bahnbrechend gelten seine Studien zur Verwertung von Bilddenkmälern und Herrschaftszeichen als Quellen. Die Herrscherbilder würdigte er bereits 1928 als ein „aufschlußreiches Geschichtszeugnis“, da „die Herrscherbilder der deutliche Ausdruck aller der Vorstellungen [sind], die im frühen Mittelalter mit dem deutschen Königtum und dem Kaisertum verknüpft sind“. Warburg und dessen „Kulturwissenschaftliche Bibliothek“ übten auf den jungen Schramm großen Einfluss aus. Allerdings verlor die Kulturtheorie Warburgs in Schramms Methodik an Bedeutung. Schramm deutete, beeinflusst durch seinen Doktorvater Karl Hampe, Bilder verstärkt „als eindeutige Zeichen von Herrschaft“.
Schramm hat vielfach wissenschaftliches Neuland betreten. Die Geschichte der Monarchie interpretierte er „nicht in herkömmlicher Weise von ihrer Machtentfaltung, sondern von ihrer Selbstdarstellung, von der Krönung bis zu den Herrschaftsgrundlagen“. Nicht die Ereignisgeschichte, sondern Krönungsriten, Herrschaftszeichen und Herrscherdarstellungen boten ihm in erster Linie die Informationen, die er zur Erklärung der Monarchie nutzte. Zu den Schwerpunkten seiner Arbeit gehörten auch das Nachleben der Antike im Mittelalter und der Einfluss von Byzanz auf das Abendland.
Die Beschäftigung mit den Herrscherbildern veranlasste Schramm, Einsichten der Kunstgeschichte, der Numismatik, der Sphragistik und anderer Fächer zu berücksichtigen. Der interdisziplinäre Ansatz war ihm von Anfang an selbstverständlich. Damit ging er weit über die bisherigen Gepflogenheiten der Geschichtswissenschaft hinaus.
Schramm favorisierte eine Geschichtsdeutung, die eine politische Wirkungsabsicht keineswegs ausschließt, dabei aber wissenschaftlich bleibt. Als Vorbild für sein Geschichtsverständnis galt ihm Leopold Ranke. Diesem Historiker sei es gelungen, politisch relevante Aussagen mit sachlicher Geschichtsbetrachtung zu vereinen. Für Schramm war das Mittelalter ein Höhepunkt der deutschen Geschichte. Dabei blieb er den gängigen Denkmustern seiner Zeit von einer mittelalterlichen Kaiserherrlichkeit verhaftet. Für die Hinwendung zum Mittelalter waren die Erfahrungen des verlorenen Ersten Weltkrieges entscheidend. Schramms Begeisterung für das Mittelalter bot ihm einen Kontrast zur Gegenwart der damaligen Nachkriegszeit, in der Deutschland innerlich zerrissen und nach außen schwach erschien. Die Beschäftigung mit dem Mittelalter half bei der Beantwortung der Frage, was eigentlich „deutsch“ sei.
Mit seiner Dissertation Studien zur Geschichte Kaiser Ottos III. (996–1002) versuchte Schramm unter der Frage „Was wollte Kaiser Otto III.?“ das geistesgeschichtliche Umfeld und das politische Handeln des Herrschers durch Klärung der damals herrschenden Vorstellungen zu erhellen. Seine 1929 vorgelegte Darstellung Kaiser, Rom und Renovatio gilt als sein bekanntestes und wichtigstes Werk. Darin nimmt die Herrschaft Ottos III. den größten Raum ein. Schramms ideengeschichtliche Sichtweise brach mit dem Geschichtsbild einer nationalen Richtung, welche die Regierung Ottos III. unter machtpolitischem Gesichtspunkt negativ bewertete. Dem Vorwurf der älteren Forschung, Otto habe sich von einer realitätsfernen phantastischen Schwärmerei für Italien leiten lassen, trat Schramm entgegen, indem er eine planvolle Renovatio-Politik des Kaisers aufzeigte. Als Kernstück dieser Politik sah Schramm den Gedanken der Erneuerung des römischen Kaisertums, der auf die Wiederherstellung des antiken Römischen Reiches abzielte. Als wichtigstes Zeugnis betrachtete Schramm die Einführung einer Bleibulle im April 998, deren Devise Renovatio Imperii Romanorum lautete. Die Bleibulle ersetzte die bis dahin üblichen Wachssiegel zur Beglaubigung der Urkunden Ottos. Schramms neue Sichtweise hatte es zunächst schwer, sich in der Fachwelt gegen die bisherigen Urteile durchzusetzen. Ausgerechnet Schramms Lehrer Hampe bezog 1932 in seiner Monographie „Hochmittelalter“ gegen die Auffassung seines Schülers Stellung. Hampe beurteilte mittelalterliche Herrscher weiterhin danach, ob sie für einen Erhalt oder einen Verfall der monarchischen Zentralgewalt verantwortlich gemacht werden konnten. Noch vor der Veröffentlichung seiner Darstellung begründete Hampe seine traditionelle Sichtweise ausführlich in der „Historischen Zeitschrift“. Für Hampe war Otto der „begabte, für alle großen Eindrücke überempfängliche, phantasievolle Knabe“, der die machtpolitischen Anforderungen verkannt habe.
Nachdem in den 1920er Jahren die Kaiseridee im Zentrum von Schramms Forschungen gestanden hatte, wandte er sich gegen Ende der 1920er Jahre vor allem den Kaiserbildern zu. Im folgenden Jahrzehnt verschob sich sein Interesse vom Kaisertum auf die Ordines für die Königskrönung. Nach 1945 begann er mit der Erforschung der Herrschaftszeichen. Dabei rückte er von der Vorkriegsfragestellung nach dem „Geist“ der Völker ab und richtete sein Augenmerk – einem zeittypischen Interesse entsprechend – auf europäische Gemeinsamkeiten. Zu seinen Hauptwerken auf diesem Gebiet zählt Herrschaftszeichen und Staatssymbolik, das von 1954 bis 1956 in der Schriftenreihe der MGH erschien. 1958 veröffentlichte er zu den mittelalterlichen Herrschaftszeichen die Darstellung Sphaira, Globus, Reichsapfel. Sie bildete den vorläufigen Schlusspunkt seiner Forschungen zu diesem Themenkomplex. Mit der Erforschung der Herrschaftszeichen knüpfte Schramm an seinen Lehrer Warburg an. Er wollte die Symbolsprache der Herrschaftszeichen entschlüsseln und dadurch Auskünfte über das ihr zugrundeliegende Denken erhalten. Noch 1956 machte er in Herrschaftszeichen und Staatssymbolik deutlich, wie sehr seine Forschungen von den Anregungen Warburgs geprägt sind. Schramms ausdrückliche Betonung auf seine Prägung durch Warburg „diente ihm auch dazu, sich die Brüche seiner eigenen Biografie als Kontinuitäten zu erklären.“ Stärker als Warburg hob Schramm die Eigenständigkeit des Mittelalters in der kulturellen Entwicklung hervor. Für ihn war das Mittelalter keine Verlängerung früherer Epochen, sondern brachte eigene Symbole hervor.

### Hamburgische Geschichte
Schramm gilt als Pionier hanseatischer Kultur- und Familiengeschichte. Seine bedeutenden Monographien zur hamburgischen Geschichte umfassen insgesamt über 3000 Seiten. Als wichtige Arbeiten gelten Hamburg, Deutschland und die Welt. Leistung und Grenzen hanseatischen Bürgertums in der Zeit zwischen Napoleon I. und Bismarck (1943) und seine zweibändige Familiengeschichte Neun Generationen. Dreihundert Jahre deutscher „Kulturgeschichte“ im Lichte der Schicksale einer Hamburger Bürgerfamilie (1648–1948) (1963/64). Die Geschichte seiner Familie war zugleich Geschichte Hamburgs, da seine Vorfahren seit mehreren Generationen zur Führungsschicht der Stadt zählten und deren Politik mitgestalteten. Bei seinen Forschungen zur hamburgischen Geschichte stützte sich Schramm auf ein materialreiches Familienarchiv. Diese persönliche Nähe zu den Quellen erschwerte ihm aber auch den für den Historiker notwendigen Abstand zu der Überlieferung. Schramm bereicherte das Verständnis der hamburgischen Geschichte des Zeitraums von 1650 bis 1950 um wichtige Erkenntnisse in den Feldern der Wirtschafts-, Sozial- und Kulturgeschichte. Noch vor dem Einzug der Frauenforschung in die Geschichtswissenschaft widmete er sich der Rolle der Frau in der bürgerlichen Gesellschaft. Seine Themen ordnete er in deutsche und überseeische Zusammenhänge ein, womit er auf überregionales Interesse stieß. Er verstand die Geschichte Hamburgs vor allem als Kaufmannsgeschichte.
Während der akademischen Zwangspause im Jahr 1939 nahm Schramm seine stadtgeschichtlichen Projekte in Angriff. Im Jahr 1939 erarbeitete er erstmals mit Hilfe seines persönlichen Hamburg-Archivs den Beitrag Die Geschichte der Familie Oswald – O’Swald. Der Aufsatz wurde 1939 im Sammelband Zur Geschichte des deutschen Handels mit Ostafrika des Hamburger Wirtschaftshistorikers Ernst Hieke veröffentlicht. Schramm wollte zusammen mit Hieke die Verdienste der Hamburger um die frühe kommerzielle Erschließung Afrikas hervorheben. Die Kolonialfrage hatte zwischenzeitlich politische Bedeutung gewonnen, als Hitler 1937 die Rückgabe der ehemaligen deutschen Kolonien forderte. In dieser Zeit stieg die Zahl kolonialwissenschaftlicher Veröffentlichungen an. Der aktuelle Tagesbezug wurde auch deutlich in Schramms Göttinger Vortrag Der deutsche Anteil an der Kolonialgeschichte bis zur Gründung eigener Kolonien. Schramm sprach von dem „Raub der Kolonien“, den Deutschland erleiden musste. Bei der Schilderung der kolonialen Tätigkeit würdigte Schramm besonders die Kaufleute der Familien Godeffroys, Woermanns und O’Swalds. Diese hätten die Grundlage dafür geschaffen, dass seit Bismarcks Kolonialerwerb „Deutsche über See auf deutschem Boden leben konnten“.
Das Manuskript von Hamburg, Deutschland und die Welt hatte Schramm 1943 abgeschlossen. Kurz nach dem Zweiten Weltkrieg erschien die von ihm zusammengestellte Quellensammlung Kaufleute zu Haus und über See. Hamburgische Zeugnisse des 17., 18. und 19. Jahrhunderts (1949). Im Jahr 1950 veröffentlichte er die kolonialgeschichtliche Arbeit Deutschland und Übersee. Die Darstellung endet mit der Errichtung eigener deutscher Kolonien in den 1880er Jahren. Schramms Ausführungen basierten vor allem auf Familiendokumenten, die nach Mexiko, Brasilien und besonders nach Afrika führten. Mit seiner Arbeit wollte er nicht nur den frühen Hamburger Kolonialhandel präsentieren, sondern ein Bild von den überseeischen Aktivitäten Deutschlands insgesamt geben. Seine Darstellung gab ganz die Haltung seiner Vorfahren zu Kolonialfragen und Afrika wieder. Die deutschen Kolonialherren beschrieb er als „ehrbare Kaufleute“, die nicht durch Sklavenhandel erfolgreich gewesen seien. Damit bezog er zugleich Position zur Kritik der Siegermächte von 1918, die den Deutschen die Qualifikation zum Besitz von Kolonien absprachen. Die Deutschen hätten genauso Anspruch auf Land in Afrika wie Engländer, Franzosen oder Spanier. Afrika galt für ihn als Inbegriff der „Barbarei“. „Nirgendwo sonst gab es einen gleich teuflischen Bund zwischen Sadismus, Bestialität, Orgiasmus und magischem Irrglauben.“ Die Europäer betrachtete er als Fortschrittsbringer. Die Eingeborenen würden durch Plantagenbau eine „Verwandlung“ durchlaufen. Dabei würdigte Schramm den positiven Einfluss der Hamburger Firma Godeffroy auf die Afrikaner. Die Aussagen eines Engländers aus dem Jahr 1874 über die Afrikaner bestätigten Schramms persönliches Urteil: „Sie kommen schmutzig, falsch und wild an: nach sechs Monaten Pflanzarbeit gleichen sie nicht mehr denselben Wesen, und bis Ablauf ihrer Kontrakte sind sie so weit vorgeschritten, daß sie ebenso ungeeignet sind zur Gemeinschaft mit den brutalen Brüdern in ihrer Heimat, wie sie ehemals für die Berührung der zivilisierten Welt waren.“
Schramm sah seine Ausführungen über die deutschen Kolonialaktivitäten nicht durch die NS-Ideologie belastet und hielt an seinen Urteilen und Wertungen nach 1945 fest. Eine kritische Auseinandersetzung in der Geschichtswissenschaft zu Schramms Buch Deutschland und Übersee ist kaum zu vernehmen. Die koloniale Bewertung Afrikas wurde erst in den späten sechziger Jahren langsam hinterfragt. In seinem Werk Hamburg, Deutschland und die Welt stehen im Blickpunkt Justus Ruperti, der Kaufmann und Präses der Commerzdeputation, und dessen Schwager Ernst Merck, Chef eines Bank- und Handelshauses sowie einer von drei Abgeordneten Hamburgs in der Frankfurter Nationalversammlung. Beide sind Vorfahren mütterlicherseits von Schramm. Mit dem Buch Hamburg, Deutschland und die Welt wollte er dem „in diesem Krieg zwischen den Mühlsteinen der Weltgeschichte zermahlenen Bürgertum“ ein Denkmal setzen und zugleich Rechenschaft über seine Herkunft ablegen.
Sein 1963/64 veröffentlichtes Werk Neun Generationen. Dreihundert Jahre deutscher „Kulturgeschichte“ im Lichte der Schicksale einer Hamburger Bürgerfamilie (1648–1948) behandelt die Geschichte Hamburgs exemplarisch anhand des Lebens und Schicksals von vier Angehörigen seiner Familie: der Rechtsanwälte Eduard und Max Schramm und der Kaufleute Adolph und Ernst Schramm.
Die Stadt gewann durch Schramms Arbeiten an Identität und Geschichtsbewusstsein. Er engagierte sich im Hansischen Geschichtsverein. Ab 1927 gehörte er diesem Verein an, 1950 wurde er Mitglied des Vorstands und 1967 Ehrenmitglied des Vereins. Für seine Verdienste um die hamburgische Geschichte wurde ihm 1964 zum 125. Jubiläum des Vereins für Hamburgische Geschichte die Lappenberg-Medaille in Gold verliehen. In seinem dazu gehaltenen Vortrag stellte Schramm die These von Hamburg als Sonderfall in der Geschichte auf. Schramm sah in der Geschichte Hamburgs „vom 16. Jahrhundert bis 1914 keine rückläufige Phase, nicht einmal eine solche des Stillstands“. Der Senat der Freien und Hansestadt Hamburg verlieh ihm 1964 die Medaille für Kunst und Wissenschaft der Freien und Hansestadt Hamburg.

### Zweiter Weltkrieg
Schramms Edition des Kriegstagebuches ist bis heute eine wesentliche Quelle für die Darstellung des Zweiten Weltkrieges. Neben dieser Edition hatte er sich bereits seit Ende der vierziger Jahre mit der Geschichte des Zweiten Weltkriegs beschäftigt. Er veröffentlichte Arbeiten zu zahlreichen Aspekten der Kriegsgeschichte: Geschichte des Zweiten Weltkrieges (1951); Die Treibstofffrage 1943–1944 (1954); Die Invasion 1944 (1959); Hitler als militärischer Diktator (1961); Hitler als militärischer Führer (1962). Der Schwerpunkt lag dabei auf der militärischen Ereignisgeschichte. Erstmals hielt er im Wintersemester 1952/53 eine Vorlesung über Die Geschichte des Weltkriegs. Sie stieß mit 900 bis 1000 Hörern auf große öffentliche Resonanz und wurde in Abständen von zwei Jahren wiederholt. Seine Kriegsgeschichte folgte der Betrachtungsweise eines Wehrmachtoffiziers. Die Verbrechen der Wehrmacht blieben ausgespart.
Schramms politisch-publizistisches Wirken war dabei von dem Bestreben bestimmt, dass sich ein Ereignis wie der Zweite Weltkrieg nicht noch einmal ereignen dürfe und dass einer möglichen Dolchstoßlegende vorgebeugt werden solle. Reflexionen über die Rolle der Historiker oder gar über ein eigenes Fehlverhalten blieben nach 1945 aber aus. Nach dem Krieg befleißigte er sich der Dämonisierung und Pathologisierung des Nationalsozialismus, insbesondere als „Hitlerismus“. Als „historisches Problem“ sah er nicht den Tod von Millionen von Juden an, sondern die „Verführung von Millionen“ Menschen durch Hitler. Schramm forderte wiederholt dazu auf, „die Rattenfängerrolle Hitlers“ zu durchschauen und eine „Katastrophe wie die des Zweiten Weltkrieges zu verhindern“. Seine These von Hitlers „Doppelgesichtigkeit und Hintergründigkeit“ konnte zur Rechtfertigung des Verhaltens auch der „Getreuesten“ dienen; sie wurde in einer Studie von Nicolas Berg (2003) als „apologetische Konstruktion“ analysiert. Seine Ausführungen zum Charakterbild Hitlers wurden im Frühjahr 1964 in einer großen „Spiegel“-Serie „Anatomie eines Diktators“ veröffentlicht und fanden vielfach Zustimmung. Eine solche Perspektive bei der Auseinandersetzung mit der nationalsozialistischen Vergangenheit war in den Nachkriegsjahrzehnten durchaus nicht ungewöhnlich. Auf Kritik stießen aber schon damals Leserbriefe Schramms, in denen er Hitler isoliert als Volksverführer darstellte. Die Rolle der Bevölkerung und vor allem den Anteil der deutschen Elite am NS-Regime überging er. Nach seinem Biographen Thimme ist Schramms Publikation „vielleicht Ausdruck einer Wende in der Geschichte des deutschen Umgangs mit der nationalsozialistischen Vergangenheit“. In seinen letzten Lebensjahren beschäftigte sich Schramm weniger mit dem Zweiten Weltkrieg.

## Wirkung

### Wissenschaftliche Nachwirkung
Schramms Arbeiten übten schon früh Einfluss auf jüngere Historiker wie Wilhelm Berges und Hans-Walter Klewitz aus. Schramms Schüler Reinhard Elze veröffentlichte 1960 eine Edition der Ordines der Kaiserkrönung und brachte damit auch ein Projekt seines Lehrers zum Abschluss.
Helmut Beumann gab 1975 einen Überblick über die deutsche Mediävistik. Neben den verfassungsgeschichtlichen Forschungen sah er die größte Leistung der Nachkriegsmediävistik in der „politischen Ideengeschichte“, also der Untersuchung der geistigen Hintergründe politischen Handelns. Dabei waren Schramms Arbeiten über den Zeugniswert von Herrschaftszeichen impulsgebend und grundlegend.
Die seit den 1980er Jahren verstärkt betriebene Forschung auf dem Gebiet interkultureller Transferprozesse würdigte Schramm als Ideengeber. Die Mediävistik erinnerte sich an Schramm als einen Vertreter „des fragegeleiteten, detailversessenen Forschens“.
Schramms Buch Kaiser, Rom und Renovatio entfaltete eine enorme Wirkung. Im Jahre 1957 erschien eine zweite Auflage, ein um Nachträge erweiterter fotomechanischer Nachdruck der Ausgabe von 1929. Die fünfte und bislang letzte Auflage wurde 1992 veröffentlicht. In seinen Grundthesen blieb das Buch jahrzehntelang unwidersprochen. Erst seit den 1990er Jahren wurde Schramms Deutung der Selbstdarstellung Ottos III. zunehmend kritisiert. Knut Görich (1993) wertete die Renovatio-Devise nicht als Herrschaftsprogramm, sondern als kurzfristige Reaktion auf aktuelle politische Veränderungen in Rom. Gerd Althoff (1996) übte grundsätzliche Kritik an einer Forschung, die von politischen Ereignissen auf Konzepte schließt; dies sei voreilig, da mit der Schriftlichkeit und den umsetzenden Institutionen wichtige Voraussetzungen fehlten.
Auch Schramms Verständnis der hamburgischen Geschichte ist nicht mehr unumstritten. Seine Ausführungen über die frühneuzeitliche Sozialstruktur der Stadt werden als zu harmonisierend eingestuft. Schramms Bild einer offenen Bürgergesellschaft ohne soziale Barrieren, in der „vom Bürgermeister bis zum letzten Mann im Hafen“ alle Hamburger nur eines Standes seien, wird als korrekturbedürftig angesehen. Neuere Untersuchungen konnten außerdem zeigen, dass Schramms Bild von Hamburg als einer Stadt, die vom 16. Jahrhundert bis zum Jahr 1914 einen ungebremsten stadtgeschichtlichen Aufstieg erlebt hat, für das 18. Jahrhundert und vor allem für die „Franzosenzeit“ einige Ergänzungen und auch Einschränkungen erhalten muss.

### Wissenschaftsgeschichtliche Forschung
Heutzutage gelten Schramms Ausführungen selbst als eine wissenschaftsgeschichtliche Quelle, da sie die Sichtweise eines modernen Historikers zeigen, dessen Herkunft sich bis in die Kolonialzeit zurückführen lässt.
Im Jahr 1987 wurde erstmals die Geschichte der Universität Göttingen im Nationalsozialismus systematisch untersucht. Robert P. Ericksen befand, Schramms historische Interessen seien „kongenial mit rechter, und daher auch mittelbar mit nationalsozialistischer Politik“. Ericksen warf die Frage auf, ob es Brandi und Schramm wirklich um unvoreingenommene Forschung ging oder ob sie in erster Linie an politisch verwertbaren Ergebnissen interessiert waren. Nach Ericksen, der sich auf Aussagen verschiedener Zeitzeugen beruft, spazierte Schramm „gern in seiner Uniform der Reiter-SA mit Reitpeitsche und Stiefeln durch Göttingen“. Über Schramms Verhalten urteilt Ericksen, er habe „dem nationalsozialistischen Staat im Frieden und im Krieg, deutlich ohne Zögern“ gedient.
Zu diesen Ausführungen nahm Schramms Schüler Joist Grolle zwei Jahre später Stellung. Grolle hielt am 9. April 1989 den Festvortrag anlässlich der Feier der 150. Wiederkehr des Gründungstages des Vereins für Hamburgische Geschichte. Der Vortrag behandelte die Gegenwartsgebundenheit des Historikers und dessen begrenzte Wahrnehmung der eigenen Zeit. Ausführlich befasste sich Grolle mit Schramms Verhalten in der NS-Zeit und resümierte: „Wer näher hinsieht, stößt auf einen Mann, der in die Klischees nachträglicher Schwarzweißmalerei nicht paßt.“ Grolle wertete einige Formulierungen in Hamburg, Deutschland und die Welt (1943) über die Judenemanzipation in Hamburg als „Konzessionen an Zeitgeist und Zeitumstände“. Das dort gezeichnete Bild der Hamburger Juden fand Grolle aber „ganz überwiegend freundlich“. Er hielt das Buch sogar für „ein erstaunliches Dokument verdeckter Regimekritik“. Anders urteilte Ursula Wolf (1996). Sie erblickte in Hamburg, Deutschland und die Welt eine „Substruktur“, die eine „zumindest punktuelle und zeitweise Zustimmung“ Schramms zur NS-Ideologie ausdrücke. Wolf warf Schramm eine „mangelnde Resistenz gegenüber nationalsozialistischem Ideengut“ vor. In seiner umstrittenen Darstellung der Mediävistik des 20. Jahrhunderts ging der amerikanische Mediävist Norman Cantor 1991 hingegen so weit, Schramm mit dem verurteilten Kriegsverbrecher Albert Speer gleichzusetzen.
Grolle veröffentlichte weitere Studien über Schramms hamburggeschichtliche Arbeiten und verfolgte das Zerbrechen der Freundschaft mit Saxl. Schramms Bedeutung für die hamburgische Geschichtsforschung würdigte Grolle mit den Worten: „Kein neuerer Autor hat das geschichtliche Bild der Hansestadt so nachhaltig geprägt […]“
Im Jahr 2006 legte David Thimme die bis heute umfassendste Arbeit über Schramm vor. Dabei untersuchte Thimme die Zusammenhänge zwischen der sich entwickelnden mediävistischen Arbeit Schramms und der Lebensgeschichte des Gelehrten. Wolfgang Hasberg (2011) fragte nach dem Beitrag der Mittelalterforschung von 1918 bis 1933 zur Kulturgeschichte und beschäftigte sich dabei ausführlich mit Schramm.

## Schriften (Auswahl)
Ein Verzeichnis der Schriften Schramms bis 1962, bearbeitet von Annelis Ritter, erschien in: Peter Classen, Peter Scheibert (Hrsg.): Festschrift Percy Ernst Schramm zu seinem siebzigsten Geburtstag von Schülern und Freunden zugeeignet. Band 2. Steiner, Wiesbaden 1964, S. 281–316 (korrigiert und ergänzt in: David Thimme: Percy Ernst Schramm und das Mittelalter. Wandlungen eines Geschichtsbildes (= Schriftenreihe der Historischen Kommission bei der Bayerischen Akademie der Wissenschaften. Band 75). Vandenhoeck & Ruprecht, Göttingen 2006, ISBN 3-525-36068-1, S. 629–637).
Monographien
- Kaiser, Rom und Renovatio. Studien und Texte zur Geschichte des römischen Erneuerungsgedankens vom Ende des Karolingischen Reiches bis zum Investiturstreit (= Studien der Bibliothek Warburg. Band 17, 1–2, ZDB-ID 251931-8). 2 Bände (Band 1: Studien. Band 2: Exkurse und Texte.). Teubner, Leipzig u. a. 1928 (2. Auflage, Sonderausgabe, fotomechanischer Nachdruck der Ausgabe von 1929. Gentner, Darmstadt 1957; auch: Nachdruck der Ausgabe von Leipzig 1929. Wissenschaftliche Buchgesellschaft, Darmstadt 1992, ISBN 3-534-00442-6).
- Herrschaftszeichen und Staatssymbolik. Beiträge zu ihrer Geschichte vom dritten bis zum sechzehnten Jahrhundert (= Schriften der Monumenta Germaniae Historica. Band 13, 1–3, ZDB-ID 964449-0). Mit Beiträgen anderer Verfasser. 3 Bände. Hiersemann, Stuttgart 1954–1956.
  - dazu: Herrschaftszeichen und Staatssymbolik. Nachträge aus dem Nachlass (= Schriften der Monumenta Germaniae Historica. Band 13, Nachtragsband). Monumenta Germaniae Historica, München 1978, ISBN 3-921575-89-3.
- Sphaira, Globus, Reichsapfel. Wanderung und Wandlung eines Herrschaftszeichens von Caesar bis zu Elisabeth II. Ein Beitrag zum „Nachleben“ der Antike. Hiersemann, Stuttgart 1958.
- Neun Generationen. Dreihundert Jahre deutscher „Kulturgeschichte“ im Lichte der Schicksale einer Hamburger Bürgerfamilie (1648–1948). 2 Bände. Vandenhoeck & Ruprecht, Göttingen 1963–1964.
- Deutschland und Übersee. Der deutsche Handel mit den anderen Kontinenten, insbesondere Afrika, von Karl V. bis zu Bismarck. Ein Beitrag zur Geschichte der Rivalität im Wirtschaftsleben. Westermann, Braunschweig u. a. 1950.
- Denkmale der deutschen Könige und Kaiser (= Veröffentlichungen des Zentralinstituts für Kunstgeschichte in München. Band 2 und 7):
  - Band 1: Percy Ernst Schramm, Florentine Mütherich: Ein Beitrag zur Herrschergeschichte von Karl dem Großen bis Friedrich II. 768–1250. Prestel, München 1962; 2., ergänzte Auflage 1981, ISBN 3-7913-0124-1.
  - Band 2: Percy Ernst Schramm, Hermann Fillitz: Ein Beitrag zur Herrschergeschichte von Rudolf I. bis Maximilian I. 1273–1519. Prestel, München 1978, ISBN 3-7913-0436-4.
- Gewinn und Verlust. Die Geschichte der Hamburger Senatorenfamilien Jencquel und Luis (16. bis 19. Jahrhundert). Zwei Beispiele für den wirtschaftlichen und sozialen Wandel in Norddeutschland (= Veröffentlichung des Vereins für Hamburgische Geschichte. Band 24, ISSN 0931-0231). Christians, Hamburg 1969.

Herausgeberschaften
- Henry Picker: Hitlers Tischgespräche im Führerhauptquartier 1941–1942. Im Auftrag des Verlags neu herausgegeben von Percy Ernst Schramm, in Zusammenarbeit mit Andreas Hillgruber und Martin Vogt. Seewald, Stuttgart 1963.
- Kriegstagebuch des Oberkommandos der Wehrmacht (Wehrmachtführungsstab). 1940–1945. 4 (in 8) Bände. Geführt von Helmuth Greiner und Percy Ernst Schramm. Im Auftrag des Arbeitskreises für Wehrforschung. Bernard & Graefe, Frankfurt am Main 1961–1969.